# São João de Areias
São João de Areias ist eine Gemeinde (Freguesia) im portugiesischen Kreis Santa Comba Dão. In ihr leben 1721 Einwohner (Stand 19. April 2021).